# Julekake
Julekake či julakaka „vánoční moučník“, též julebrød
„vánoční chléb“, je norský vánoční moučník z kynutého těsta ochuceného cukrem, kardamomem, rozinkami, kandovaným ovocem a mandlemi. Servíruje se na Boží hod Vánoční. Podobá se dalším vánočním moučníkům jako je německá štola, britský biskupský chlebíček, italské panettone a česká vánočka.
Jako julekaker, „vánoční moučníky“, je označováno i vánoční cukroví, zahrnující pokrmy jako krumkake, fattigmann nebo peppernøtter.